# Polizeiruf 110: Barbarossas Rache
Barbarossas Rache ist ein deutscher Kriminalfilm von Hartmut Griesmayr aus dem Jahr 2004. Es ist die 254. Folge innerhalb der Filmreihe Polizeiruf 110 und der 24. Fall für die halleschen Kommissare Schmücke und Schneider.

## Handlung
Professor Konrad Welfen, Dekan der Medizinischen Fakultät von Halle (Saale), kommt bei einem Sturz von der Barbarossastatue des Kyffhäuser-Denkmals ums Leben. Augenscheinlich wurde er niedergeschlagen und vom oberen Teil des Denkmals heruntergestoßen. Die Kommissare Schmücke und Schneider müssen seiner Familie die traurige Nachricht überbringen und versuchen herauszufinden, was der Mann auf dem Denkmal wollte und wen er dort getroffen haben kann. Anschließend suchen sie die Medizinische Fakultät auf und erfahren, dass es derzeit Querelen um die Nachfolge des Professors gab, die im nächsten Jahr angestanden hätte.
Welfen war als Hobbyarchäologe bekannt und möglicherweise auf eine archäologische Sensation gestoßen. Welfens Sohn Friedrich hält es für möglich, dass sein Vater den legendären Schatz der Lombarden gefunden hatte. Auch Kommissar Schmücke findet diverse Anzeichen dafür, dass Welfen bei seinen Ausflügen fündig geworden sein muss. Er befragt dessen engste Arbeitskollegin Dr. Lisa Marten, die auch privat mit ihm sehr eng befreundet war. Doch kann sie keine Hinweise auf einen möglichen Fundort geben. Alles deutet auf die Barbarossahöhle, zu der Welfen einen zweiten Zugang gefunden haben soll.
Kommissar Schmücke bleibt das abgekühlte Verhältnis der Eheleute Welfen nicht verborgen. Margarete Welfen stammt aus gutbürgerlichen Verhältnissen, bei der eine Scheidung keine Option darstellt. Vor Welfen war sie mit dem Archäologen Christian Korte zusammen, dem die Hobbyausflüge von Welfen überhaupt nicht gefielen. Nachdem er erfahren hatte, dass Welfen bereits erste Fundstücke ins Ausland verkauft hatte, konnte er weitere Verkäufe und Raubgräberei nicht anders unterbinden, als Welfen mit Gewalt zu bremsen. Als er sich auf dem Denkmal mit ihm getroffen hatte, gerieten sie in Streit, und Korte stieß Welfen in die Tiefe.
Bei Kommissar Herbert Schmücke steht auch privat ein Umbruch statt. Edith Reger verzeiht ihm den letzten Streit nicht, und Schmücke findet am Ende seine Koffer vor der Tür der ehemals gemeinsamen Wohnung.

## Hintergrund
Barbarossas Rache wurde von Saxonia Media Filmproduktion im Auftrag des MDR produziert und auf dem Kyffhäuser und in Halle gedreht. Am 7. März 2004 erfolgte die deutsche Erstausstrahlung im Ersten zur Hauptsendezeit. Felix Huby schrieb das Drehbuch nach einer Idee von Thomas Kirchner.

## Rezeption

### Einschaltquote
Die Erstausstrahlung des Polizeirufs Barbarossas Rache am 7. März 2004 wurde in Deutschland insgesamt von 6,96 Millionen Zuschauern gesehen. Damit wurde ein Marktanteil von 18,1 Prozent erreicht. In der Gruppe der 14–49-jährigen Zuschauer konnten 1,77 Millionen Zuschauer und ein Marktanteil von 10,2 Prozent erreicht werden.

### Kritik
Die Kritiker der Fernsehzeitschrift TV Spielfilm vergaben eine mittlere Wertung (Daumen zur Seite) und schrieben dazu: „Bis zum lahmen Finale nahezu spannungsfrei“.